# Devara-Gennur, Bijapur
Devara-Gennur là một làng thuộc tehsil Bijapur, huyện Bijapur, bang Karnataka, Ấn Độ.